# France (cuirassé)
Pour les articles homonymes, voir France (homonymie).
Le France est un cuirassé lancé en 1912 pour la Marine française et qui s'est échoué sur une roche en baie de Quiberon en 1922.
C'est la quatrième unité de la classe Courbet, les premiers dreadnoughts français. Il est achevé avant le début de la Première Guerre mondiale dans le cadre du Programme naval de 1911.

## Service
Construit en 1912 par les Chantiers de la Loire, à Saint-Nazaire, le cuirassé France entre en service à Toulon. Le Président de la république, Raymond Poincaré, officialise son armement le 16 juillet 1914. Orgueil de la Marine nationale, c’est à son bord que le Président Poincaré se rend en Russie, fin juillet 1914, pour renforcer son alliance avec le Tsar à l’approche de la Première Guerre mondiale.
Pendant le conflit, il est affecté en Méditerranée, participant notamment au barrage d'Otrante, dans l'Adriatique. Le France et son sister-ship le Jean Bart sont stationnés en mer Noire en 1919, pendant la guerre civile russe pour prêter main-forte aux « Russes blancs ». Le 19 avril 1919, les marins les plus politisés refusent de tirer sur l’Armée rouge. Le bâtiment connaît une mutinerie (connue sous le nom de mutineries de la mer Noire), provoquée par la présence de sympathisants communistes dans l'équipage et les mauvaises conditions de vie à bord. La révolte, commencée sur le France, s’étend au Jean Bart, puis aux navires Justice, Vergniaud, Mirabeau et Waldeck-Rousseau. Les marins réclament principalement la cessation de la guerre contre la Russie, le retour en France et l’adoucissement de la discipline. Le commandant du cuirassé, le capitaine de vaisseau Robez, ainsi que le vice-amiral Amet, commandant de l’escadre en mer Noire, sont enfermés dans leurs appartements. Le France appareille de Sébastopol le 23 avril, arborant le drapeau rouge à la place du pavillon national pour faire route vers la Tunisie où prendra fin la révolte. Les meneurs furent lourdement sanctionnés.

### Naufrage
Le 25 août 1922, les cuirassés Paris et France effectuent des exercices de tir au large de Belle-Île. Ces manœuvres terminées, ils rejoignent l’escadre de Méditerranée qui mouille en baie de Quiberon. Le capitaine de vaisseau Guy, commandant, a le choix entre deux routes, le passage de l’Est, qui fait faire un grand détour, et le passage de la Teignouse, étroit, mais sur la route directe. La nuit est claire, la mer est calme, le commandant Guy, 52 ans, choisit sans hésiter cette dernière route. À l’heure prévue pour le passage, une heure du matin le samedi 26 août, c’est pleine basse mer d’une grande marée de coefficient 106. En prenant un bon pied de pilote, le commandant Guy se fixe comme limite la ligne de sonde des 10 mètres. Avec cette limite, le passage de la Teignouse, pour le France, ne mesure que 750 m de large. Vigilant, à un nautique de ce passage, le commandant demande un nouveau point qui révèle un écart de navigation. La France fait route dans l’alignement des feux de la Teignouse et de Port-Navalo, alors que les Instructions nautiques et les ordres du commandant demandaient de laisser le feu rouge de la Teignouse à gauche du feu blanc de Port-Navalo. À 0 h 53, le commandant fait rectifier la route, mais le France n’est plus dans le milieu du chenal, le cuirassé passera au ras de la ligne de sonde des 10 mètres, mais du bon côté. Pourtant, à 0 h 57, le cuirassé touche par trois fois un obstacle sur bâbord. La coque déchirée, l’eau envahit rapidement le navire qui perd sa propulsion et l’électricité. Un appel de détresse est lancé, le Paris et tous les navires disponibles de l’escadre se portent au secours du cuirassé. L’ordre d’évacuation est lancé à 2 h du matin ; l’évacuation s’effectue dans le plus grand calme. Le commandant Guy, resté à bord jusqu’au dernier moment, est projeté à la mer lors du chavirement du navire. Trois marins qui, désobéissant aux ordres, étaient descendus chercher leur sac, disparaissent dans le naufrage.
L'enquête montre que le récif, profondément immergé, était connu des pêcheurs qui y déchiraient souvent leurs filets, mais pas de la Marine nationale. Les petits bâtiments de faible tirant d'eau passaient par-dessus sans le heurter, ce qui ne fut pas le cas du cuirassé, avec ses 9 mètres de tirant d'eau.
Comme pour toute perte de navire de guerre, le capitaine de vaisseau Guy est traduit devant un conseil de guerre, le 11 décembre 1922 à Lorient. Le procès, ouvert à la presse, est largement commenté. Ce fut plus le procès des hydrographes que celui du commandant. La roche inconnue est déclarée seule coupable. Elle est désormais nommée Roche du France. Elle est signalée par la bouée Goué-Vas sud. À l’issue du procès, aucune faute n'est reconnue au capitaine de vaisseau Guy qui est rétabli dans ses fonctions.
Le cuirassé ne pouvant être renfloué, sa coque fut découpée en partie en 1938 et le reste entre 1952 et 1958. À ce jour, il ne reste plus rien de l'épave.